# Offshoring
Offshoring – przeniesienie wybranych procesów przedsiębiorstwa za granicę.

## Opis
Offshoring dotyczy zarówno produkcji, jak i usług. Jego głównym celem jest obniżenie kosztów, stąd też beneficjentami offshoringu są najczęściej kraje o niższych kosztach operacyjnych, w tym zwłaszcza kosztach pracy (tzw. arbitraż płacowy, ang. labour arbitrage). 
Przeniesienie może nastąpić poprzez bezpośrednią inwestycję zagraniczną (utworzenie filii w innym kraju) lub zlecenie międzynarodowego podwykonawstwa. Utworzenie filii zagranicznej określane jest jako captive offshoring lub captive. W tym drugim przypadku, tj. gdy beneficjentem przeniesienia jest podmiot zagraniczny niezwiązany kapitałowo z przedsiębiorstwem, proces ten nosi nazwę offshore outsourcing.
Przeciwieństwem offshoringu jest inshoring (backshoring, reshoring).

## Pojęcia powiązane
- nearshoring – przeniesienie procesów do kraju bliskiego geograficznie[4]
- rightshoring – lokalizowanie procesów w krajach i lokalizacjach, które zapewniają najlepszą kombinację kosztów i efektywności (zarówno w kraju macierzystym, jak i poprzez offshoring, tj. za granicą)[5].